# Sagewitzer Soll
Sagewitzer Soll is een gletsjerkuil in de Duitse deelstaat Mecklenburg-Voor-Pommeren.